# Gallo-Romeinse periode

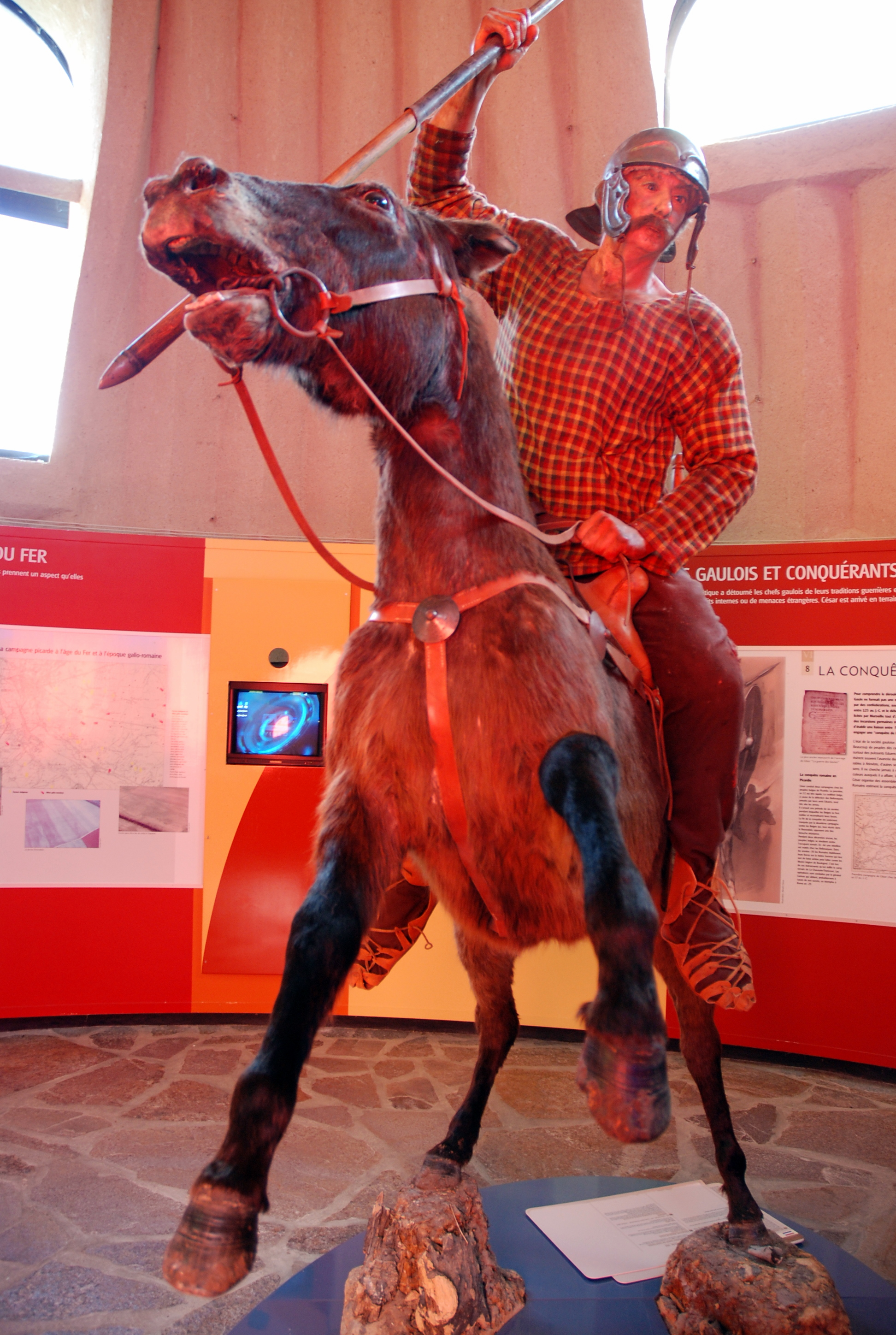
Reconstructie van een Gallo-Romeinse krijger in het Park Samara

De Gallo-Romeinse periode is een vooral in België en Frankrijk gebruikelijke benaming voor de Romeinse periode in Gallië en Gallia Belgica. Gallië en Gallia Belgica besloegen het gebied dat ongeveer overeenkomt met het moderne Frankrijk, België, het westen van Zwitserland, en delen van Nederland en Duitsland ten westen (Linkeroever) van de Rijn. De periode begint bij de verovering van Gallië door Julius Caesar tussen 58 en 51 v.Chr. (de zogenaamde Gallische Oorlogen) en eindigt bij Syagrius in 486, de laatste Romeinse heerser over een deel van Gallië, hoewel aan het Romeinse gezag in Gallia Belgica, - het huidige Zuid-Nederland, België, en Noord-Frankrijk - al eerder door Germaanse invallers een eind was gekomen.
Men gebruikt de benaming Gallo-Romeins, omdat bij de kolonisatie van Gallië door de Romeinen de plaatselijke Gallische (Keltische) bevolking geassimileerd is door de Romeinse cultuur (zie Romanisering). Doordat de oorspronkelijk Keltische bevolking getalsmatig veel groter bleef dan de nieuwe Romeinse elite kreeg de resulterende Romeins-Keltische mengcultuur echter enkele eigen trekken. Bijvoorbeeld werden naast Romeinse ook Gallische (Keltische) goden aanbeden en zijn veel plaatsnamen uit de Romeinse periode niet zuiver Latijns. Mogelijk heeft dat te maken met het feit dat de 'Romeinse' plaatsen meestal gegrondvest werden in reeds bestaande Gallische dorpen. Typisch in het Gallo-Romeinse gebied zijn bijvoorbeeld de plaatsnamen op -acum , die in het Nederlands vaak tot -aken (bijvoorbeeld Kortenaken), -zake (Semmerzake), -zeke (Kemzeke) of -ik/-ijk (Kortrijk, Wilrijk, Doornik) geworden zijn. In het Frans zijn Gallo-Romeinse namen naargelang de streek vaak tot -ac (het zuiden, bijvoorbeeld Armagnac), -ai (het noorden, bijvoorbeeld Tournai) of -igny geworden (bijvoorbeeld Montigny). Zie ook taalkundig het Languedoui (het latere noordelijk Frans) en Languedoc (het latere zuidelijk Frans).
Overigens waren de wisselingen van de Keltische tijd naar de Romeinse en vervolgens Frankische tijd geen abrupte overgangen zoals soms wel gedacht wordt. De vroegere Keltische elite versmolt door onderlinge huwelijken met de nieuwe Romeinse toplaag en vormde zo geleidelijk een Gallo-Romeinse toplaag. Eeuwen later versmolt deze bestuurlijke en culturele elite door eenzelfde proces weer met de nieuwe Germaanse elite van Frankische edelen en machthebbers en deze werden zo de voorouders van de middeleeuwse Franse aristocratie.

## Galerij

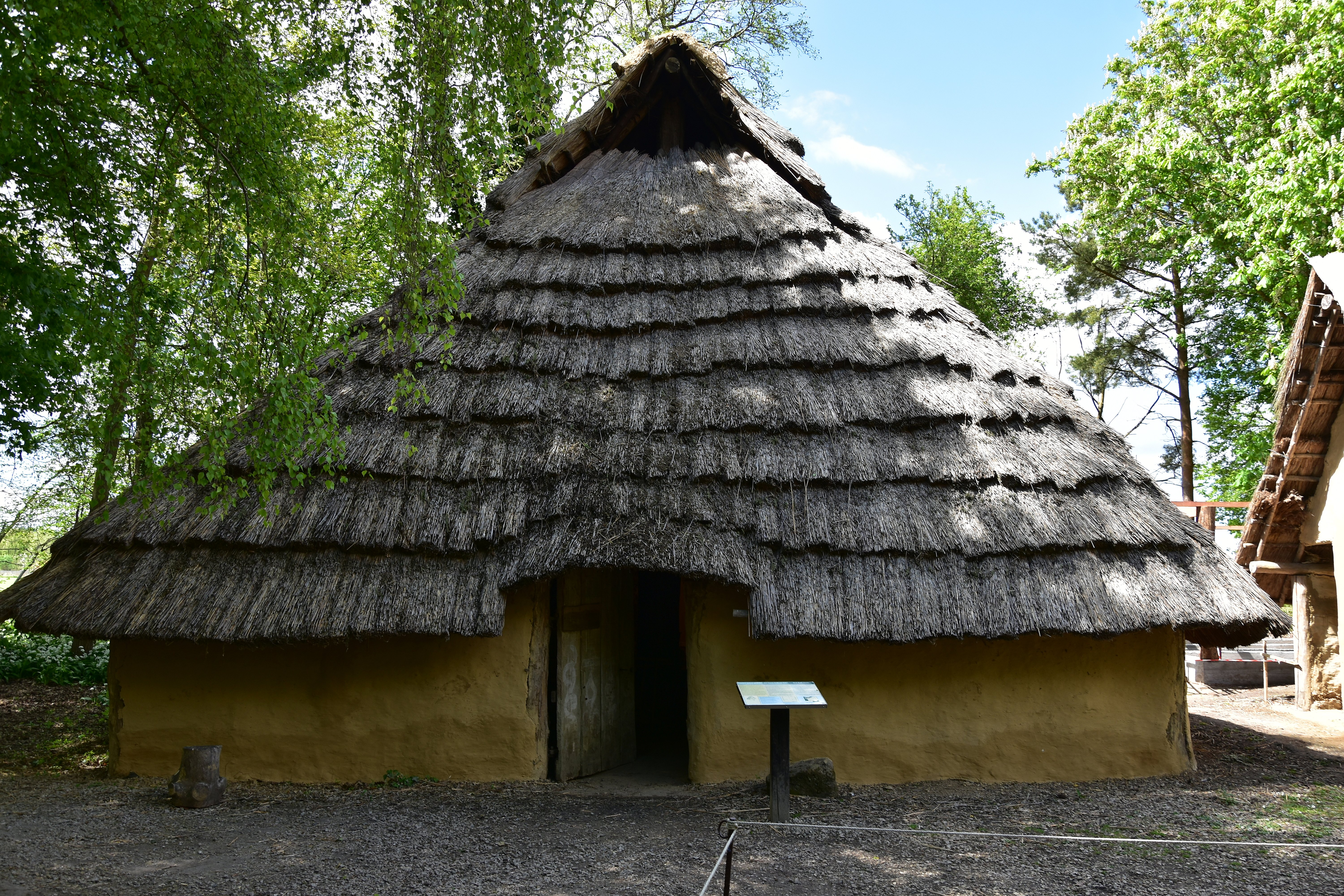
Gallisch huis in Archeosite van Aubechies-Beloeil
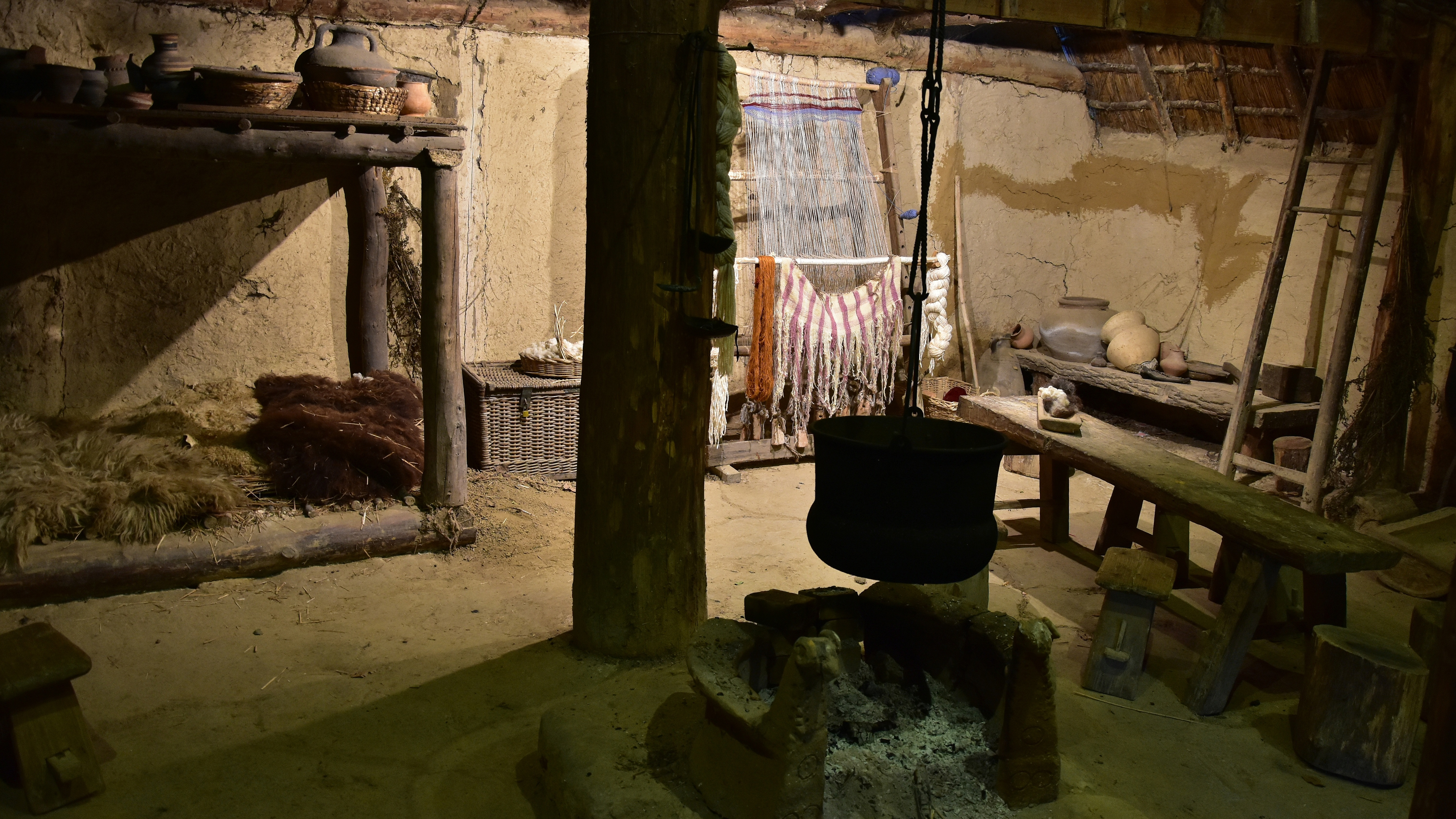
Interieur van het huis in de archeosite
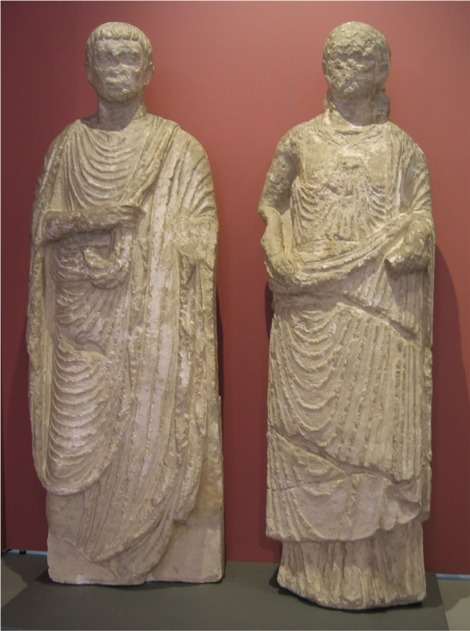
Gallo-Romeinse beelden, gevonden in Ingelheim
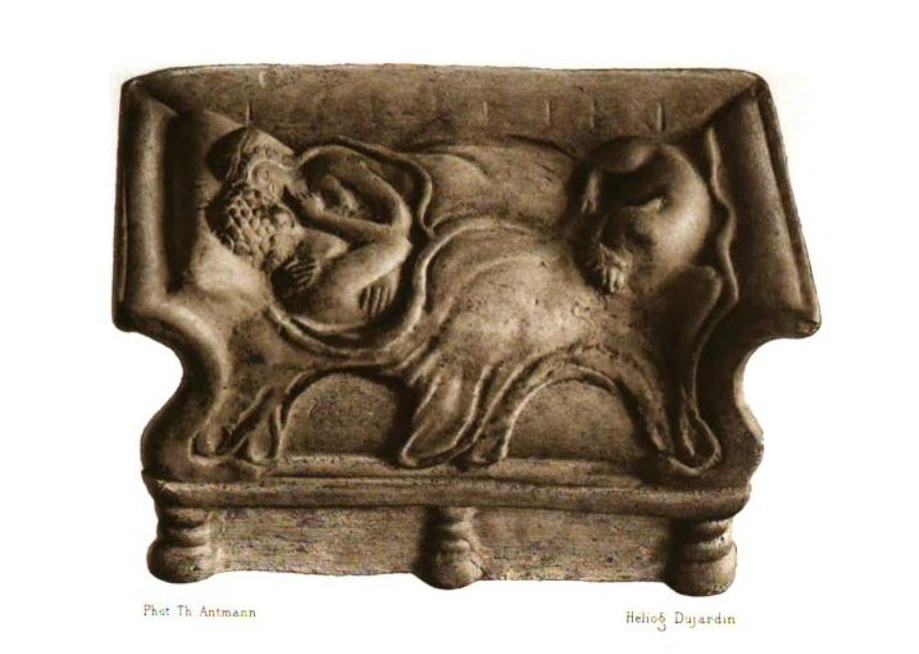
De geliefden van Bordeaux